# Pangeranan
Pangeranan is een bestuurslaag in het regentschap Bangkalan van de provincie Oost-Java, Indonesië. Pangeranan telt 9736 inwoners (volkstelling 2010).